# Enrique Lizalde
Enrique Lizalde Chávez (9. siječnja 1937. — 3. lipnja 2013.) bio je meksički filmski, televizijski i kazališni glumac, koji se pojavio u mnogim filmovima i telenovelama.
Lizalde je započeo svoju karijeru ranih 1960-ih. Poznat je po ulogama u filmovima Corona de lágrimas (1968.) i El monasterio de los buitres (1973.). Lizaldeove brojne uloge u telenovelama uključuju one u telenovelama Chispita, Dulce desafío, María la del Barrio, Alcanzar una estrella i Otimačica. 
Glumio je Juana del Diabla u meksičkoj telenoveli Corazón salvaje (1966.). Poslije je glumio Noela Manceru u verziji serije Corazón salvaje iz 1993. Njegove su posljednje uloge bile u telenovelama Amor sin maquillaje (2007.) i Odavde do vječnosti (2009.).
Lizalde je umro 3. lipnja 2013. u svom domu u Ciudadu de Méxicu, u dobi od 76 godina.